# Weichsel-Oderoffensief
Het Weichsel-Oderoffensief (Russisch: Висло-Одерская операция; Vislo-Oderskaja operatsija) was de belangrijkste veldtocht van het Rode leger aan het Oostfront in de winter van 1945. Vanaf 12 januari 1945 tot 2 februari 1945 werd de Wehrmacht verdreven uit Polen en de Duitse strijdkrachten moesten zich terugtrekken achter de Oder. Het nieuwe front lag op 70 km van Berlijn.

## Plan voor de winterveldtocht 1945
Eind oktober 1944 begon Stavka aan de planning van de winterveldtocht van het Rode leger. Deze veldtocht moest leiden tot de verovering van Berlijn en definitieve vernietiging van het Derde Rijk. Stavka voorzag de oorlog te beëindigen in 45 dagen. Langsheen het gehele front zou het Rode leger in de aanval gaan. De hoofdaanval zou worden uitgevoerd door het 1e Wit-Russische Front, geleid door maarschalk Georgi Zjoekov, langs de as Warschau-Berlijn. Het 2e Wit-Russische Front onder leiding van maarschalk Konstantin Rokossovski, kreeg opdracht om de Wehrmacht uit Oost-Pruisen te verdrijven en de noordflank van het 1e Wit-Russische Front te beschermen. Maarschalk Konev kreeg als taak met zijn 1e Oekraïense Front het industriegebied van Silezië onbeschadigd te veroveren. Vele Duitse bedrijven waren overgebracht naar dit gebied, dat buiten bereik van de geallieerde bommenwerpers lag. Dit industriegebied was nog volledig operationeel en was aldus van vitaal belang voor de Duitse oorlogseconomie. In het zuiden moesten het 2e Oekraïense Front en 3e Oekraïense Front de Balkan veroveren en aanvallen in de richting van Wenen. De operaties aan de flanken waren voornamelijk bedoeld om de Duitse troepen van de strategische as Warschau-Berlijn weg te lokken. Naar aanleiding van de winterveldtocht werd de top van het Rode Leger eveneens herschikt. Stalin zou deze operatie persoonlijk leiden vanuit Moskou. Hoewel Zjoekov het bevel kreeg over het belangrijkste Front, was deze herschikking bedoeld om de populaire maarschalk weg te promoveren en het imago van Stalin te verbeteren. In de Sovjet-propaganda werd het voorgesteld alsof Stalin persoonlijk het bevel voerde over het Rode Leger.

## Situatie aan het oostfront

### Sovjetzijde
In de nasleep van Operatie Bagration had het Rode Leger enkele bruggenhoofden over de Weichsel veroverd. Het 1e Wit-Russische Front had twee bruggenhoofden ten zuiden van Warschau. In het grote bruggenhoofd van Magnuszew bevonden het 5e Stoottroepenleger en 8e Gardeleger zich en vijftig kilometer zuidelijker hielden het 69e Leger en het 33e Leger het kleinere Puławybruggenhoofd bezet. Tijdens het Lvov-Sandomierz offensief wisten de troepen van het 1e Oekraïense Front de Weichsel bij Sandomierz over te steken. Gedurende de gevechten in het najaar 1944 breidden de Sovjets dit bruggenhoofd uit tot aan de samenvloeiing van Weichsel en Czarna. Begin januari 1945 bevonden zich vier Russische tanklegers en acht infanterielegers zich op de westelijke oever van de Weichsel.
Als voorbereiding op het komende offensief begon maarschalk Georgi Zjoekov deze bruggenhoofden te vullen met manschappen, munitie en voorraden. De aanvoer verliep echter moeizaam. Tijdens de terugtocht hadden de Duitsers veel bruggen en wegen vernietigd. Het Rode Leger was begonnen met het herstel van de belangrijkste wegen. Een bijkomend probleem was dat de spoorbreedte in de Sovjet-Unie anders was dan in Polen. Bij de voormalige grensovergangen tussen Polen en de Sovjet-Unie moesten de voorraden in andere treinen worden overgeladen en dit vergde veel tijd en mankracht.
Begin januari 1945 beschikten beide fronten over meer dan twee miljoen manschappen, verspreid over 168 divisies, 4500 tanks, 2500 stuks gemechaniseerd geschut, 13000 kanonnen en 14000 mortieren. Ook konden ze rekenen op de luchtsteun van 5000 vliegtuigen.

### Slagorde van het Rode Leger
- 1e Wit-Russische Front
  - 47e Leger
  - 1e Poolse leger
  - 3e Stoottroepenleger
  - 61e Leger
  - 1e Garde Tankleger
  - 2e Garde Tankleger
  - 5e Stoottroepenleger
  - 8e Gardeleger
  - 69e Leger
  - 33e Leger
- 1e Oekraïense Front
  - 3e Garde Leger
  - 5e Garde Leger
  - 21e Leger
  - 6e Leger
  - 13e Leger
  - 52e Leger
  - 59e Leger
  - 60e Leger
  - 4e Tankleger
  - 3e Garde Tankleger

### Duitse zijde
Ondanks een poging van de Sovjets om deze opbouw van troepen en voorraden te verhullen, ontdekte de Duitse inlichtingendienst van de Wehrmacht Fremde Heere Ost de toevoer van troepen in de bruggenhoofden aan de Weichsel. Aan de hand van luchtfoto’s, ondervragingen van gevangenen en het afluisteren van het radioverkeer wist Richard Gehlen, het hoofd van Fremde Heere Ost, een accurate inschatting te maken van de sterkte van het Rode leger. Adolf Hitler weigerde echter het rapport van Gehlen te geloven en dreigde hem op te sluiten. De Führer was ervan overtuigd dat Stalin zou proberen om Heeresgruppe A te omsingelen met een grote tangbeweging, net zoals bij operatie Bagration in juni 1944. Hij gaf het bevel om de posities van de Wehrmacht in Oost-Pruisen en Hongarije te versterken. Hierdoor werd het centrum van de Duitse verdediging langsheen de Weichsel erg verzwakt. Ondanks de protesten van generaal Guderian, stafchef van het Duitse leger, bleef Adolf Hitler bij zijn standpunt.
Generaal Guderian drong ook aan op de evacuatie van Heeresgruppe Nord uit Koerland. Ongeveer 200.000 Duitse soldaten waren op 9 oktober 1944 na het Memeloffensief afgesneden van de rest van de Wehrmacht en ze hadden zich teruggetrokken op het schiereiland in Letland. Ze hielden stand tegen de Russische aanvallen. Vanuit militair standpunt was hun positie echter volkomen nutteloos, maar Hitler weigerde hen terug te trekken. Op deze manier werden ongeveer 200.000 soldaten verspild, die anders een aanzienlijke reserve voor Heeresgruppe A hadden kunnen vormen.
Het Duitse opperbevel, gesteund door de plaatselijke bevelhebbers, wilde minstens twintig kilometer achter hun eerste verdedigingslinie een tweede linie aanleggen. Achter de tweede linie moesten de tankreserves worden opgesteld zodat ze voldoende ruimte hadden om te manoeuvreren. Wanneer het Rode leger in de aanval zou gaan, dan wilden de Duitsers zich terugtrekken naar de tweede linie. Op die manier zouden ze de zware beschietingen kunnen vermijden en hadden hun tanks voldoende tijd om de Sovjets in het gebied tussen de beide linies aan te vallen. Hitler weigerde echter om grondgebied prijs te geven en hij beval dat de tweede linie slechts enkele kilometers achter de eerste moest worden aangelegd. De pantserreserves moesten bovendien tussen de beide linies worden opgesteld.

### Slagorde van deWehrmacht
- Heeresgruppe A (generaal Josef Harpe)
  - 9e Leger (generaal Smilo Freiherr von Lüttwitz
    - 56e Pantserkorps (generaal Johannes Block)
    - 46e Pantserkorps (generaal Walter Fries)
    - 8e Legerkorps (generaal Walter Hartmann)

  - 4e Pantserleger (generaal Fritz-Hubert Gräser)
    - 42e Legerkorps (generaal Hermann Recknagel)
    - 24e Pantserkorps (generaal Walther Nehring)
    - 48e Pantserkorps (generaal Maximilian Reichsfreiherr von Edelsheim)

  - 17e Leger (generaal Friedrich Schulz)
    - 59e Legerkorps (generaal der Infanterie Edgar Röhricht)
    - 11e Legerkorps (generaal der Infanterie Rudolf Bünau)
    - 11e SS Korps (SS-Obergruppenführer Matthias Kleinheisterkamp)

## Offensief

### Sandomierz–Silezië-offensief (12 januari 1945 - 3 februari 1945)
Het tactische aanvalsplan van maarschalk Konev was eenvoudig. Hij was van plan om met zijn artillerie een gat te schieten in de Duitse verdediging. Om dit te bereiken concentreerde hij zes artilleriedivisies in het bruggenhoofd bij Sandomierz. Dit betekende dat er ongeveer driehonderd kanonnen per kilometer frontlijn stonden. De eerste aanvalsgolf bestond uit 3e Gardeleger, 5e Gardeleger, 13e Leger en het 52e Leger. Deze vier legers moesten over een frontbreedte van 30 km aanvallen en daarna oprukken in westelijke richting. De tweede aanvalsgolf bestond uit het 21e Leger en 52e Leger, die de overgebleven Duitse verzetshaarden moesten uitschakelen. De beide tanklegers vormden de mobiele groep van het 1e Oekraïense Front en hun opdracht was om na de doorbraak naar het westen te racen en de oversteekplaatsen aan de Oder te veroveren. Daarna moesten ze de bruggenhoofden stevig in handen houden totdat de rest van de troepen arriveerden. Dit betekende dat de tanklegers 500 km door vijandelijk gebied moesten oprukken zonder steun van infanterie of artillerie. Maarschalk Konev was ervan overtuigd dat zijn troepen hun doelen in minder dan dertig dagen zouden bereiken. Het aanvalsplan van Konev ging uit van de eigen sterkte van het Rode leger en hij besefte dat de Duitse Wehrmacht zo goed als verslagen was.

#### Vernietiging van het 4e Pantserleger
Op de koude en mistige ochtend van 12 januari 1945 barstte het offensief los. Na een korte, maar erg krachtige artilleriebeschieting rukten enkele Sovjet bataljons op in de richting van de Duitse verdedigingslinie. De voorste posities waren nagenoeg volledig verwoest door de massale beschieting en ze vielen moeiteloos in handen van de oprukkende Sovjets. Tijdens de strijd aan het oostfront was het gebruikelijk dat het Rode leger krachtige verkenningsacties uitvoerden. De Duitsers dachten dat het nu ook weer het geval was en ze verlieten hun bunkers om de loopgravenlinie en de posities van hun hoofdverdedigingslinie te bemannen. Hun reserves begonnen zich te verzamelen en de Duitse artillerie begon de aanvallers te beschieten. Omstreeks 05:00 gingen de aanvallers in dekking en een tweede artilleriebarrage barstte los. Mortieren beschoten de loopgravenlinies, de 122 mm- en 154 mm-kanonnen concentreerden zich op bunkers en de Duitse geschutposities en de langeafstandskanonnen namen de Duitse commandoposten onder vuur. Stalinorgels bestookten de verzamelplaatsen van de Duitse reserves. Doelwitten, die buiten het bereik van de artillerie lagen, werden aangevallen door duikbommenwerpers. Op deze manier werd een strook van de frontlijn over een lengte van twintig kilometer gedurende twee uren door zes artilleriedivisies bestookt. Het was een verwoestend bombardement. Beide Duitse verdedigingslinies werden volledig vernietigd. Loopgraven stortten in, bunkers werden verwoest en telefoonlijnen vielen uit. Doordat de Duitse kanonnen het vuur hadden geopend, hadden ze hun posities prijsgegeven. Ze werden nu zelf het doelwit van beschietingen. De verzamelgebieden van de Duitse reserves lagen te dicht bij de frontlijn waardoor de Duitse eenheden onder vuur kwamen te liggen nog voor ze zich hadden kunnen formeren. Door het wegvallen van de communicatie en de commandoposten werd de chaos nog groter.
Omstreeks 10:00 ging de eigenlijke Sovjet aanval van start. De twee tanklegers, gesteund door infanterie, vielen de restanten van de Duitse verdediging aan. De tanks braken moeiteloos door de verdediging. Terwijl de infanterie enkele verspreide weerstandshaarden vernietigde, rukten de tanklegers verder naar het westen op. Op de avond van de eerste dag was het Duitse 48e Pantserkorps nagenoeg volledig vernietigd en het 42e Legerkorps had zware verliezen geleden. Doordat de reserves van beide korpsen te dicht bij de frontlijn waren opgesteld, hadden de Sovjets deze reserves onder de voet gelopen voordat ze zich konden opstellen. Het 1e Oekraïense Front had een gat in de Duitse verdediging geslagen en was 20 km opgerukt. Tegen de avond van de eerste dag was het duidelijk dat het 4e Pantserleger volledig was verslagen. Achtervolgd door de Sovjettanklegers probeerde het zich terug te trekken uit het gebied rond Radom in de richting van Kielce, in de hoop daar aansluiting te vinden met het naburige 9e Leger. Hierdoor ontstond er een opening tussen het 4e Pantserleger en het Duitse 17e Leger, zijn zuidelijke buur. Door dit gat stuurde maarschalk Konev drie legers. Zijn beste eenheid, het 3e Garde-tankleger, rukte op in de richting van Breslau. Het 4e Tankleger volgde een noordelijkere route naar Czestochowa. Het 5e Gardeleger kreeg bevel om op te rukken in de richting van Krakau.
Op 14 januari 1945 staken de spitsen van het 1e Oekraïense Front de Nida over en trokken verder naar de Warte. Het Duitse 24e Pantserkorps probeerde het belangrijke verkeersknooppunt bij Kielce te verdedigen, maar het was bij voorbaat een verloren zaak. De troepen van Konev waren Kielce al ten zuiden voorbij getrokken en de Duitsers dreigden omsingeld te worden. Van het Oberkommando der Wehrmacht kreeg generaal Nehring te horen dat het Pantserkorps "Großdeutschland" als versterking onderweg was, maar een dag later bereikte hem het bericht dat "Großdeutschland" in hevige gevechten rond Łódź was verwikkeld. Op 16 januari 1945 besliste generaal Nehring om het 24e Pantserkorps op te splitsen in kleinere eenheden, die het bevel kregen om naar het westen proberen te ontkomen. Hij hoopte dat ze hierdoor meer kans hadden om door de vijandelijke linies te glippen. De terugtocht ontaardde in een vlucht. Op 29 januari wisten de restanten van het 24e Pantserkorps en het pantserkorps "Großdeutschland" de Oder te bereiken. Het 4e Pantserleger was niet langer een samenhangende gevechtseenheid.

#### Verovering van Silezië
Op 17 januari 1945 begon maarschalk Konev aan het tweede deel van zijn plan. Hij moest het industriegebied van Silezië onbeschadigd veroveren. Door de vernietiging van het 4e Pantserleger was de noordelijke flank van het Duitse 17e leger ongedekt. Maarschalk Konev beval zijn 3e Garde Tankleger, dat nog steeds in de richting van Breslau oprukte, naar het zuiden af te draaien waardoor de westelijke ontsnappingsroute dreigde te worden afgesneden. Ondertussen vielen het 59e en 60e leger de Duitse stellingen frontaal aan. Op 19 januari 1945 veroverden ze Krakau, de voormalige hoofdstad van het Generaal-Gouvernement. Op 21 januari 1945 bereikten de Russische tanks van het 3e Garde Tankleger de Oder nabij Brzeg. Het leger maakte een scherpe bocht naar het zuidoosten en trok langsheen de oostelijke oever verder naar Oppeln. Hier vertraagde hun opmars opzettelijk zodat ontsnappingsroute van het 17e Leger openbleef. De Duitsers trokken haastig hun troepen terug om omsingeling te vermijden. De gok van Konev was geslaagd. Door hen de kans te geven om te ontsnappen in plaats van zich te verdedigen tussen de fabrieken en mijnen had hij de industrie van Silezië onbeschadigd veroverd.
Ondertussen ging de opmars razendsnel verder. Het 5e Gardeleger stak tussen Breslau en Oppeln de Oder over en op de rechterflank veroverde het 4e Garde Tankleger bij Steinau enkele bruggen over de Oder. Hierdoor dreigde de omsingeling van Breslau.
Op 27 januari 1945 ontdekten eenheden van het 60e Leger het vernietigingskamp Auschwitz. Hoewel de SS had gepoogd alle sporen van het kamp uit te wissen, waren er voldoende overlevenden, die hun bevrijders vertelden wat er zich op deze plaats had afgespeeld.

### Warschau-Posenoffensief (14 januari 1945 - 3 februari 1945)
Zjoekov wilde de Duitsers doen geloven dat zijn voornaamste aanval in de richting van Warschau was gericht. Het 47e Leger verzamelde zich aan de noordelijke rand van het bruggenhoofd van Magnuszew. De werkelijke aanval zou echter worden uitgevoerd door het 5e Stoottroepen- en het 8e Gardeleger. Ze moesten een bres in de Duitse verdediging slagen en daarna zouden de beide tanklegers van het
1e Wit-Russische Front naar het westen oprukken en de bruggenhoofden over de Oder veroveren. Het einddoel van het 1e Wit-Russische Front was Berlijn. Vanuit het kleinere Puławybruggenhoofd zou een secundaire aanval worden gelanceerd.
Op 14 januari 1945 viel het 1e Wit-Russische Front de posities van het 9e Leger aan. Na een korte beschieting viel de Russische infanterie over een frontlijn van 100 km de Duitse stellingen aan. Enkele uren later was de verdedigingslinie reeds op verschillende punten doorbroken en op het einde van de dag waren de Sovjets 12 km opgerukt. Het 5e Stoottroepenleger wist de bruggen over de Pilica onbeschadigd te veroveren, waardoor de tanks van het 2e Garde Tankleger ongehinderd konden oprukken. Ondertussen was de aanval vanuit het Puławybruggenhoofd eveneens een succes. Op de eerste dag wisten het 69e en 33e Leger twintig kilometer op te rukken in de richting van Radom. Hun aanval bedreigde de achterhoede van het 56e Pantserkorps. De volgende dag werd een zwakke Duitse tegenaanval moeiteloos afgeslagen.
Maarschalk Georgi Zjoekov wierp nu zijn twee tanklegers in de strijd. Het 1e Garde Tankleger kreeg als doelwit Łódź, 130 km ten westen van Magnuszew, en daarna moest het oprukken langsheen de as Kutno-Posen. Ten noorden van het 1e Tankleger moest het 2e Garde Tankleger oprukken in de richting van Inowroclaw en tevens contact houden met het 2e Wit-Russische Front. Zjoekov gaf zijn tanklegers opdracht om Duitse verzetshaarden te vermijden en zo snel mogelijk op te rukken naar het westen. De Russische T-34’s reden meer dan 60 km per dag en in sommige gevallen ging de opmars ’s nachts verder. De Duitse verdediging was volledig ingestort.

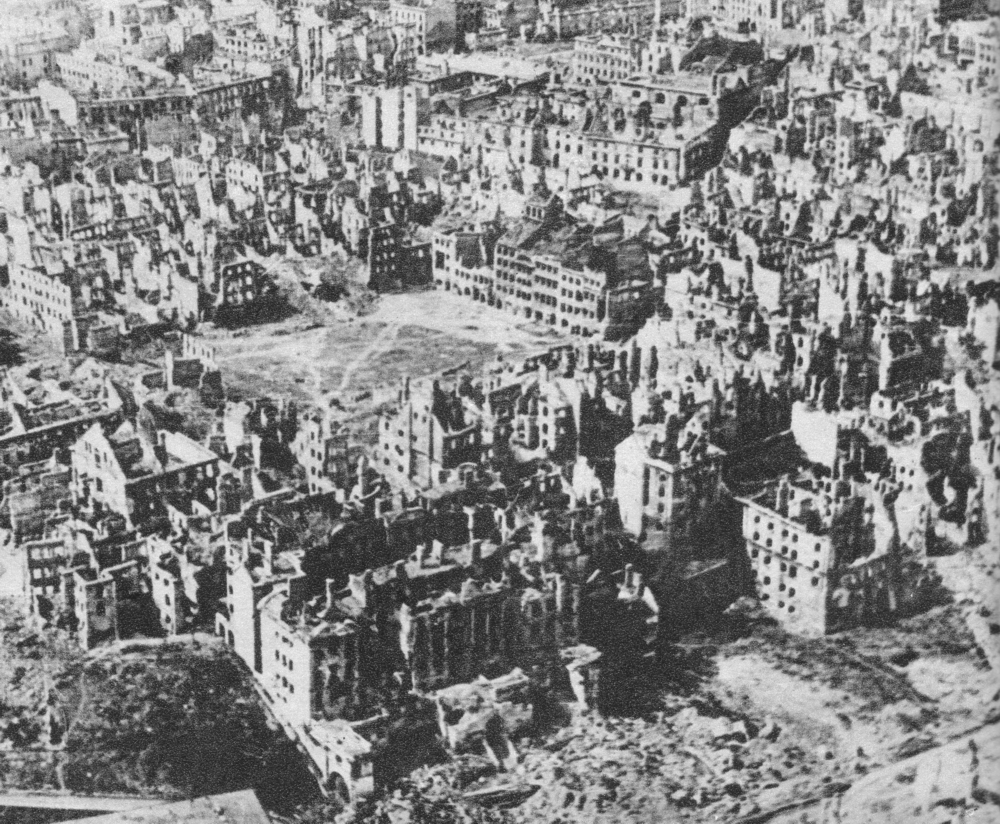
Warschau, januari 1945.

Op de rechterflank van het 1e Wit-Russische Front omsingelden het 47e Leger en het 1e Poolse Leger Warschau. Slechts enkele Duitse bataljons bevonden zich nog in de Poolse hoofdstad en op de avond van 17 januari trokken ze zich terug uit de volledig vernielde stad. De val van Warschau leidde opnieuw tot een ruzie tussen Hitler en generaal Heinz Guderian. Hitler liet zelfs enkele leden van Guderians staf arresteren op beschuldiging van hoogverraad.
Het Oberkommando der Wehrmacht probeerde een tegenaanval te organiseren en op 15 januari 1945 kreeg het Pantserkorps "Großdeutschland" bevel om vanuit Oost-Pruisen naar het zuiden te trekken om het 4e Pantserleger te steunen. De Russen waren echter al te ver opgerukt en ze onderschepten het pantserkorps nabij Łódź. In deze gevechten vernietigde de tanks van het 1e Garde Tankleger het Duitse pantserkorps. De restanten van "Großdeutschland" vluchtten samen met het 9e Leger naar het westen. Op 18 januari 1945 viel Łódź zonder hevige strijd in handen van het Rode leger. Op 19 januari 1945 bereikte het 2e Garde-tankleger Inowroclaw en op 23 januari Bydgoszcz. De tanks bevonden zich meer dan 100 km voor de rest van het Rode leger en Zjoekov was niet van plan hun opmars te vertragen, zelfs niet na aandringen van Stalin om een rustpauze in te lassen. Hij wilde niet dat de Duitsers de kans kregen om hun verdediging te organiseren.
Op 21 januari stak de voorhoede van het 1e Garde-tankleger de Warte ten noorden van Posen over. De stad en de middeleeuwse vesting was te sterk verdedigd om enkel met tanks aan te vallen, dus trokken de Sovjets verder. De tanks werden echter op de voet gevolgd door het 8e Gardeleger dat de stad omsingelde. De slag om Posen begon, maar pas op 23 februari 1945 viel de stad in handen van het 8e Gardeleger.

### Einde van het offensief
Op 31 januari 1945 bereikten de spitsen van het 2e Garde Tankleger de Oder nabij Küstrin. Dezelfde dag veroverden ze een bruggenhoofd op de westelijke oever. Een dag later stak ook het 1e Garde Tankleger de Oder over nabij Frankfurt. De tanklegers wisten hun posities in handen te houden totdat de infanteriedivisies van het 5e Stoottroepenleger, het 8e Gardeleger en het 69e Leger hen konden versterken. Op 3 februari 1945 had het 1e Wit-Russische Front de bruggenhoofden over de Oder stevig in handen.
Op 8 februari 1945 gaf Stalin maarschalk Zjoekov het bevel om het offensief tegen Berlijn op te schorten. De reden van dit bevel is nooit duidelijk geworden. Op de flanken van de beide fronten bevonden zich nog Duitse troepen en misschien vreesde Stalin voor een tegenaanval vanuit Pommern en Silezië. Hij gaf daarom bevel om eerst die dreiging ongedaan te maken alvorens op te rukken naar Berlijn.
Een andere verklaring heeft een meer politieke achtergrond. Als Berlijn in februari 1945 was gevallen, dan betekende dat het einde van de oorlog. Stalin was echter nog niet klaar met zijn politieke plannen. Op dat moment had het Rode Leger enkel Roemenië en Polen veroverd. Stalin wilde echter een gordel van satellietstaten rond de Sovjet-Unie opbouwen. Dat betekende dat hij ook nog Hongarije en Tsjecho-Slowakije moest veroveren, liefst voor het einde van de oorlog. Daarom kreeg het Rode leger in februari 1945 het bevel om zich op Hongarije en Wenen te concentreren. In tegenstelling tot de geallieerden hield Stalin reeds tijdens de oorlog rekening met de politiek situatie in het naoorlogse Europa. De verovering van Wenen zou zijn invloed aan de onderhandelingstafel sterk vergroten.

## Resultaat
Het Weichsel-Oderoffensief was een van de succesvolste veldtochten van het Rode leger. In minder dan één maand verschoof de frontlijn van de Weichsel, op 500 km van Berlijn, naar de Oder, op 70 km van de Duitse hoofdstad. Tijdens de gevechten verloor de Wehrmacht meer dan 250.000 soldaten, waaronder 60.000 doden. Heeresgruppe A werd zwaar gehavend, waarbij het 4e Pantserleger werd verwoest en het 9e Leger volledig ineenstortte. Behalve de verliezen aan manschappen en materiaal was het verlies van het industriegebied van Silezië een zware slag voor de Duitse oorlogseconomie.